# 新カルメン物語
『新カルメン物語』（原題：Carmen Get It!）は、トムとジェリーの短編作品の一つ。1962年12月1日公開。4:3標準サイズで製作された。ジーン・ダイッチ（Gene Deitch）演出による最後の「トムとジェリー」作品である。

## あらすじ
トムはジェリーを追って「カルメン」が上演されているオペラハウスに入るが、すぐに守衛に追い出されてしまう。 変装して入場しようとするも失敗し、トムはコントラバスのケースを運ぶミュージシャンに変装して侵入に成功する。 近くのネズミの穴を見つけて彼はコントラバスのケースを開くと、その中にはチェロのケース、その中にはヴィオラのケース、その中にはヴァイオリンのケース、その中には「カルメン」のオープンリールテープが入った偽のヴァイオリンが入っている。指揮者が序曲を振り始める前にトムは弓をチーズに擦りつけてテープを再生する。序曲の演奏が始まると、トムは演奏するふりをしながら巣穴の前で彼の弓を振りジェリーをチーズの香りでおびき出す。トムはジェリーを弓で叩き捕まえ、弦の上に擦り付けるが、ジェリーはヴァイオリンの内部に入り込み、テープを早回しさせてしまう。演奏を台無しにされた指揮者は激怒し、ヴァイオリンでトムの頭を叩いた。
その後、トムから逃げるジェリーは指揮者のタキシードの中に入り込んで動き回り、指揮者はくすぐられて体を激しくくねらせ、オーケストラの演奏はまるでジャズのようになってしまう。指揮者はジェリーをタキシードからオーケストラのメンバーのチューバに投げつけ、チューバの中に潜んでいたトムは彼を捕まえるが、ジェリーは再び逃げ出す。指揮者は水を飲んで休憩していたが、トムがジェリーを捕まえるために譜面台に登ったのを見て、分厚い譜面をばたんと閉じてトムを挟み込み一矢報いると、演奏を再開しながらトムを床に放り投げた。
一方、ジェリーは休憩室に入り、アリのコロニーを発見する。そこでひらめいたジェリーは、彼は蟻をハーメルンの笛吹き男のように指揮者が去った指揮台へ導く。そしてアリを楽譜の白紙のページ上に誘導し、音符に見立てた。彼はその後、トムの注意を引き、トムが指揮台に登ると、スポットライトが当たり、トムは仕方なくオーケストラを指揮する。しかし、彼が蟻のいるページにたどり着き、ジェリーは蟻の位置を変えさせ始め、音符と勘違いしたトムの指揮を誤らせ、「ヤンキードゥードゥル」、「ディキシー」、「There'll Be a Hot Time in the Old Town Tonight」などのアメリカの伝統的な曲を演奏させてしまう。 最後にアリたちが散り散りになり、トムはだまされたことに気づき、その後にジェリーを見つける。トムはジェリーをつかんで指揮台の照明ソケットに差し込んでスイッチを入れ、ジェリーを光らせる。その時、指揮者が戻ってきて、トムは逃げ出す。
ようやくオペラが始まり、カルメン役の歌手が舞台に出てくる。歌い始めようとした時、舞台の前で踊っていた闘牛士に扮したジェリーを見て悲鳴を上げ、すぐに舞台裏に逃げ込む。トムは舞台に上がりジェリーを捕まえるが、それを見た指揮者はオペラをぶち壊されたと思う。怒りのあまり発狂した指揮者は、舞台上に出てトムの行く手を阻み、「トムの悪ふざけにはもうウンザリだ。懲らしめてやろう」という意思表示をする。怯えるトムにジェリーは赤い毛布を渡し、指揮者は猛牛のように暴れる。こうして、格調高いオペラは、ジェリーの指揮のもと、トムと指揮者の茶番劇のような喧嘩に変わっていく。音楽が終わると、ジェリーは観客に頭を下げ、アリたちは「THE END」の形をとった。

## 備考
本作のタイトルクレジットは、スクロール表示となっている。

## 登場するキャラクター
トム
メトロポリタン歌劇場へ逃げ込んだジェリーを追いかけようとするも守衛に追い返され、やがてタキシードを着てコントラバスケースで正体を隠す方法で劇場へ潜入（実際コントラバスケース内には普通サイズのバイオリンを入れ、大きさの異なるケースをマトリョーシカの如く何重にも重ねて梱包）。オーケストラの一員としてバイオリンを奏でるが、実際はカルメン演奏を録音したテープを流すのみで・バイオリン演奏をしているように見せかけている。弓にチーズの匂いを染み込ませてジェリーをおびき寄せ捕まえるも・その後バイオリン内へ入ったジェリーにテープを早回しされて「馬脚を露す」羽目になり、（厳かな演奏の雰囲気を壊されたことに激怒した）指揮者にしばき上げられる。その後は指揮者の座を奪おうとして何度も（本来の指揮者に）しばき上げられ、一度は指揮台に立つもジェリーに導かれた蟻の集団に翻弄される。やがて舞台上でジェリーを捕まえるも指揮者にどつき倒され、最後はジェリーの策略により・カルメンの歌劇舞台は本来のシナリオと大きく変わり、「自身と指揮者の闘牛対決」となった。指揮者の座はジェリーに乗っ取られている。
ジェリー
メトロポリタン歌劇場へ逃げ込みトムに捕まりそうになるが巧みにかわし、トムのバイオリン内部へ侵入してカルメン演奏テープを早回しし「馬脚を露す」形でトムに恥をかかせると共に、指揮者の背中にも忍び込んで動き回り演奏を混乱させる。やがて蟻をも駆使して指揮台に立ったトムを翻弄させ、最後はトムと指揮者が舞台上で（「闘牛対決」する形で）喧嘩している隙に「漁夫の利」として自身が指揮者の座を奪還した。
指揮者
カルメンを演奏するオーケストラの指揮をするが、乱入したトムとジェリーに幾度となく邪魔されてしまう。最後はついに堪忍袋の緒が切れ、舞台上で牛のごとく突進しトムと闘牛を演じた。
オーケストラの団員
舞台下の演奏席（オーケストラピット）でカルメンの楽曲を生演奏するが、途中でトムとジェリーが指揮台へ乱入すると曲調がジャズやアメリカの伝統曲などへ変化する。
楽団のマネージャー
演奏本番中トムとジェリーに邪魔され疲労困憊している指揮者へ水を与えて休憩させた。
守衛
歌劇場に乱入するトムを何度も追い返す。なお、彼はジーン・ダイッチ版に頻繁に登場する「短気おやじ」（「自慢のバーベキュー（High Steaks）」の料理人、「狩りはこりごり（Sorry Safari）」の狩人、「くたびれもうけの魚釣り（Down and Outing）」の釣り師など）と全く同じ顔だが、本作では顔は赤くならない。
「カルメン」役の女優
大のネズミ嫌いで、ジェリーを見て悲鳴を上げる。
蟻の大群
ジェリーの先導で楽譜に潜入し、音符に扮してトムを混乱させる他、エンドクレジットも担当した（“蟻文字”による「THE END」）。なお、本作における行動でもわかる通りハンナ&バーベラ版に登場する蟻の大群（「ふんだりけったり」・「ブルさんのピクニック」・「バーベキュー戦争」参照）とは全くの別物。

## 日本でのテレビ放映
TBS系および他系列で1964年～1990年頃まで時折放映された。